# Echallens
Echallens (antiguamente en alemán Tscherlitz) es una comuna y ciudad histórica suiza del cantón de Vaud, situada en el distrito de Gros-de-Vaud. Limita al norte con la comuna de Villars-le-Terroir, al este con Montilliez, al sureste con Bottens, al sur con Assens, al oeste con Saint-Barthélemy, y al noroeste con Goumoëns.
La comuna formó parte hasta el 31 de diciembre de 2007 del distrito de Echallens, círculo de Echallens.

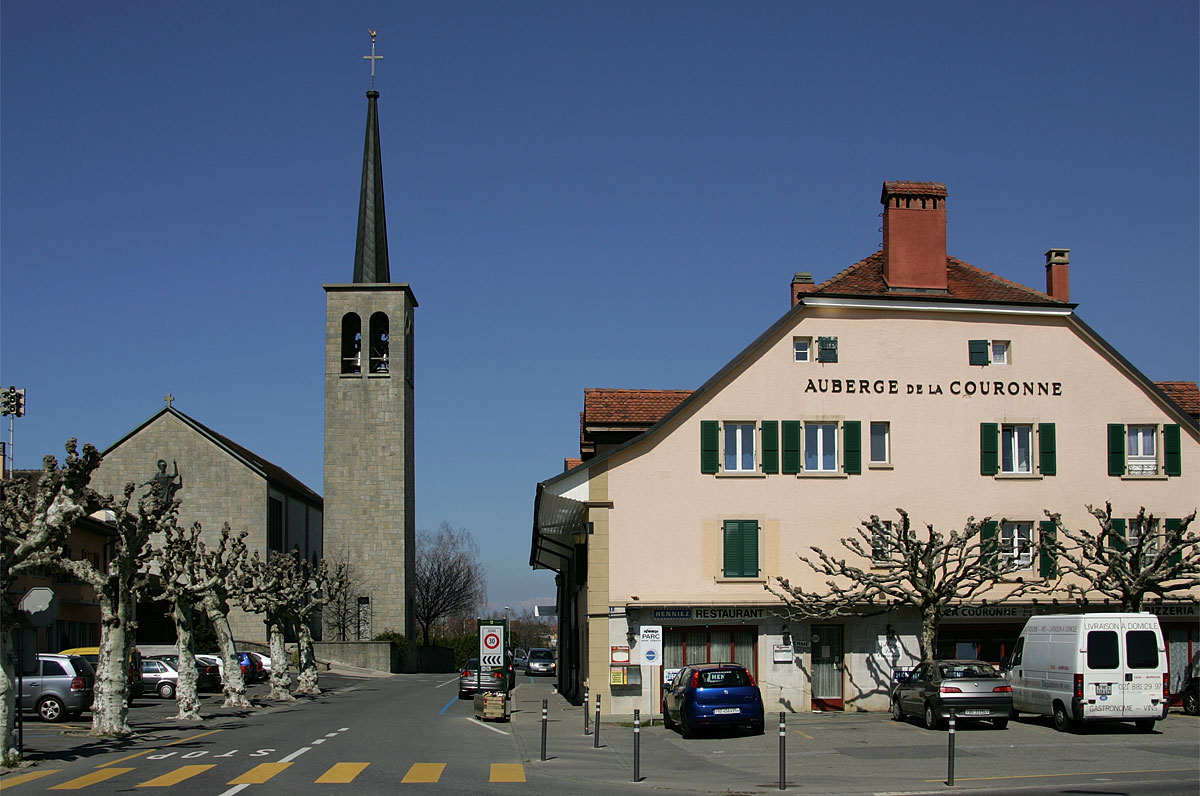
Iglesia de San Juan, Echallens.